# Atractotomus quercinus
Atractotomus quercinus är en insektsart som beskrevs av Stonedahl 1990. Atractotomus quercinus ingår i släktet Atractotomus och familjen ängsskinnbaggar. Inga underarter finns listade i Catalogue of Life.